# هاري براون (سياسي أمريكي)
هاري براون (بالإنجليزية: Harry Brown)‏ هو سياسي أمريكي، ولد في 13 أبريل 1955. حزبياً، نشط في الحزب الجمهوري. وقد انتخب عضو مجلس ولاية كارولاينا الشمالية.

## وصلات خارجية
- الموقع الرسمي